# Iniesta bengalensis
Iniesta bengalensis är en insektsart som beskrevs av Irena Dworakowska 1993. Iniesta bengalensis ingår i släktet Iniesta och familjen dvärgstritar. Inga underarter finns listade i Catalogue of Life.